# Willy Alberga
Willy Alberga (Paramaribo, 31 juli 1947) is een Surinaams journaliste en schrijfster.
Willy Alberga is een dochter van een Surinaamse moeder en de Nederlandse schrijver Tonko Tonckens, auteur van een roman over de Paramaribose Waterkant, De vicieuze cirkel. Als kind verhuisde Willy Alberga met haar ouders naar Nederland. Ze studeerde voor maatschappelijk werkster in Groningen en keerde in 1973 met haar gezin terug naar Suriname.
In 1992 begon ze te werken voor Radio Apintie, waar ze sindsdien meer dan 500 uitzendingen maakte van de talkshow Niet zomaar een gesprek, vaak met mensen uit het culturele of literaire leven. In de jaren tachtig schreef Alberga theaterteksten. Later begon ze met het schrijven van korte verhalen. In 2004 behaalde zij de tweede prijs bij de Amsterdamse Kwakoe Literatuurprijs. In 2005 maakte ze haar debuut met het kinderverhaal 'Maria gaat op stap' in de bundel Groeten uit Paramaribo (Stichting Boekids, Den Haag). Het verhaal 'Terug naar het dorp' verkreeg een nominatie bij een literatuurwedstrijd tijdens het festival Duizend en een nationaliteiten in 2006 en een eervolle vermelding bij het Kwakoefestival van dat jaar. De jury oordeelde: 
Een aardig verhaal over het leven van een jonge vrouw uit een transmigratiedorp, die zich eerst handhaaft in de omgeving van Paramaribo en voor goede scholing van haar dochters zorgt en daarna in Nederland. Uiteindelijk kiest zij met haar nieuwe 'bakra' partner, met haar dochters en zijn zoons voor het leven in Suriname.
In 2007 verscheen haar verhaal 'Het erf' in de bundel Waarover we niet moeten praten (In de Knipscheer, Haarlem).
Willy Alberga is mede-oprichter van de Politieke Combinatie DA 91 en actief in vele maatschappelijke organisaties.
- Digitale Bibliotheek voor de Nederlandse Letteren: albe087
- Gemeinsame Normdatei: 133383415
- Virtual International Authority File: 50414691